# Campylocentrum latifolium
Campylocentrum latifolium är en orkidéart som beskrevs av Célestin Alfred Cogniaux. Campylocentrum latifolium ingår i släktet Campylocentrum och familjen orkidéer. Inga underarter finns listade i Catalogue of Life.